# Tohru Kino
Tohru Kino  (木野 亨 Kino Tōru?) es un químico y farmacéutico japonés, más conocido por su descubrimiento del tacrolimus.
Mientras trabajan para Fujisawa Pharmaceutical Company en la década de 1980, Kino y sus colegas encontraron que FK-506 (ahora llamado  tacrolimus), que es producida por la bacteria del suelo Streptomyces tsukubaensisis, podría ser un fármaco inmunosupresor. Por su logro, Kino recibió el premio del primer ministro del Instituto Japonés de invención e innovación en el año 2004.